# Divizia A 2005-2006
Sezonul 2005-2006 al Diviziei A (cunoscută și sub numele de Divizia A Bürger din motive de sponsorizare) a fost cea de-a 88-a ediție a Campionatului de Fotbal al României, și a 68-a de la introducerea sistemului divizionar. A început pe 5 august 2005 și s-a terminat pe 24 mai 2006. Echipa Steaua București a devenit campioană pentru a 23-a oară în istoria sa, extinzându-și astfel recordul deținut pentru cele mai multe titluri acumulate în România.
În preliminariile Ligii Campionilor s-a calificat Steaua București, iar în preliminariile Cupei UEFA s-au calificat Rapid București (din postura de câștigătoare a cupei) și Dinamo București. Au retrogradat FCM Bacău (locul 16) și Sportul Studențesc (din motive financiare). Pandurii Târgu-Jiu, locul 15, a rămas în Diviziei A.

## Echipe

### Stadioane
| Politehnica Timișoara | Steaua București | Rapid București | FCM Bacău          |
| --------------------- | --- | --- | ------------------ |
| Dan Păltinișanu       | Steaua | Giulești-Valentin Stănescu | Municipal          |
| Capacitate: 32.972    | Capacitate: 28.365 | Capacitate: 19.100 | Capacitate: 17.500 |
|                       | | |                    |
| Farul Constanța       | Jiul Petroșani | Dinamo București | Argeș Pitești      |
| Farul                 | Jiul | Dinamo | Nicolae Dobrin     |
| Capacitate: 15.520    | Capacitate: 15.500 | Capacitate: 15.032 | Capacitate: 15.000 |
|                       | | |                    |
| Național București    | BucureștiArgeșBacăuCFRFarulGloriaJiulOțelulPanduriiPoli IașiPolitehnicaVasluiEchipele din București: · Dinamo · Național · Rapid · Sportul · SteauaDivizia A 2005-2006 (România) DinamoNaționalRapidSportulSteaua Locația echipelor din București. | BucureștiArgeșBacăuCFRFarulGloriaJiulOțelulPanduriiPoli IașiPolitehnicaVasluiEchipele din București: · Dinamo · Național · Rapid · Sportul · SteauaDivizia A 2005-2006 (România) DinamoNaționalRapidSportulSteaua Locația echipelor din București. | Oțelul Galați      |
| Cotroceni             | BucureștiArgeșBacăuCFRFarulGloriaJiulOțelulPanduriiPoli IașiPolitehnicaVasluiEchipele din București: · Dinamo · Național · Rapid · Sportul · SteauaDivizia A 2005-2006 (România) DinamoNaționalRapidSportulSteaua Locația echipelor din București. | BucureștiArgeșBacăuCFRFarulGloriaJiulOțelulPanduriiPoli IașiPolitehnicaVasluiEchipele din București: · Dinamo · Național · Rapid · Sportul · SteauaDivizia A 2005-2006 (România) DinamoNaționalRapidSportulSteaua Locația echipelor din București. | Oțelul             |
| Capacitate: 14.542    | BucureștiArgeșBacăuCFRFarulGloriaJiulOțelulPanduriiPoli IașiPolitehnicaVasluiEchipele din București: · Dinamo · Național · Rapid · Sportul · SteauaDivizia A 2005-2006 (România) DinamoNaționalRapidSportulSteaua Locația echipelor din București. | BucureștiArgeșBacăuCFRFarulGloriaJiulOțelulPanduriiPoli IașiPolitehnicaVasluiEchipele din București: · Dinamo · Național · Rapid · Sportul · SteauaDivizia A 2005-2006 (România) DinamoNaționalRapidSportulSteaua Locația echipelor din București. | Capacitate: 13.500 |
|                       | BucureștiArgeșBacăuCFRFarulGloriaJiulOțelulPanduriiPoli IașiPolitehnicaVasluiEchipele din București: · Dinamo · Național · Rapid · Sportul · SteauaDivizia A 2005-2006 (România) DinamoNaționalRapidSportulSteaua Locația echipelor din București. | BucureștiArgeșBacăuCFRFarulGloriaJiulOțelulPanduriiPoli IașiPolitehnicaVasluiEchipele din București: · Dinamo · Național · Rapid · Sportul · SteauaDivizia A 2005-2006 (România) DinamoNaționalRapidSportulSteaua Locația echipelor din București. |                    |
| Politehnica Iași      | BucureștiArgeșBacăuCFRFarulGloriaJiulOțelulPanduriiPoli IașiPolitehnicaVasluiEchipele din București: · Dinamo · Național · Rapid · Sportul · SteauaDivizia A 2005-2006 (România) DinamoNaționalRapidSportulSteaua Locația echipelor din București. | BucureștiArgeșBacăuCFRFarulGloriaJiulOțelulPanduriiPoli IașiPolitehnicaVasluiEchipele din București: · Dinamo · Național · Rapid · Sportul · SteauaDivizia A 2005-2006 (România) DinamoNaționalRapidSportulSteaua Locația echipelor din București. | Sportul Studențesc |
| Emil Alexandrescu     | BucureștiArgeșBacăuCFRFarulGloriaJiulOțelulPanduriiPoli IașiPolitehnicaVasluiEchipele din București: · Dinamo · Național · Rapid · Sportul · SteauaDivizia A 2005-2006 (România) DinamoNaționalRapidSportulSteaua Locația echipelor din București. | BucureștiArgeșBacăuCFRFarulGloriaJiulOțelulPanduriiPoli IașiPolitehnicaVasluiEchipele din București: · Dinamo · Național · Rapid · Sportul · SteauaDivizia A 2005-2006 (România) DinamoNaționalRapidSportulSteaua Locația echipelor din București. | Regie              |
| Capacitate: 11.390    | BucureștiArgeșBacăuCFRFarulGloriaJiulOțelulPanduriiPoli IașiPolitehnicaVasluiEchipele din București: · Dinamo · Național · Rapid · Sportul · SteauaDivizia A 2005-2006 (România) DinamoNaționalRapidSportulSteaua Locația echipelor din București. | BucureștiArgeșBacăuCFRFarulGloriaJiulOțelulPanduriiPoli IașiPolitehnicaVasluiEchipele din București: · Dinamo · Național · Rapid · Sportul · SteauaDivizia A 2005-2006 (România) DinamoNaționalRapidSportulSteaua Locația echipelor din București. | Capacitate: 10.020 |
|                       | BucureștiArgeșBacăuCFRFarulGloriaJiulOțelulPanduriiPoli IașiPolitehnicaVasluiEchipele din București: · Dinamo · Național · Rapid · Sportul · SteauaDivizia A 2005-2006 (România) DinamoNaționalRapidSportulSteaua Locația echipelor din București. | BucureștiArgeșBacăuCFRFarulGloriaJiulOțelulPanduriiPoli IașiPolitehnicaVasluiEchipele din București: · Dinamo · Național · Rapid · Sportul · SteauaDivizia A 2005-2006 (România) DinamoNaționalRapidSportulSteaua Locația echipelor din București. |                    |
| CFR Cluj              | FC Vaslui | Pandurii Târgu Jiu | Gloria Bistrița    |
| CFR                   | Municipal | Tudor Vladimirescu | Gloria             |
| Capacitate: 10.000    | Capacitate: 9.240 | Capacitate: 9.200 | Capacitate: 7.800  |
|                       | | |                    |

### Personal și statistici
Note: Steagurile indică echipa națională așa cum a fost definit în regulile de eligibilitate FIFA. Jucătorii și antrenorii pot deține mai mult de o naționalitate non-FIFA.
| Echipă                | Ultima promovare | Clasament 2004-05 | Antrenor (numire)        | Căpitan         | Sezoane în Liga I |
| --------------------- | ---------------- | ----------------- | ------------------------ | --------------- | ----------------- |
| Steaua București      | 1947             | 1                 | Cosmin Olăroiu (2006)    | Mirel Rădoi     | 57                |
| Dinamo                | 1948             | 2                 | Florin Marin (2006)      | Florentin Petre | 56                |
| Rapid                 | 1990             | 3                 | Răzvan Lucescu (2004)    | Vasile Maftei   | 57                |
| FC Național           | 1992             | 4                 | Cristiano Bergodi (2005) | Ovidiu Burcă    | 30                |
| Farul                 | 2001             | 5                 | Momčilo Vukotić (2006)   | Ion Barbu       | 38                |
| Politehnica Timișoara | 2002             | 6                 | Iosif Rotariu (2006)     | Ovidiu Petre    | 38                |
| Sportul Studențesc    | 2004             | 7                 | Gheorghe Mulțescu (2006) | Tiberiu Bălan   | 33                |
| Oțelul                | 1991             | 8                 | Petre Grigoraș (2005)    | Viorel Tănase   | 17                |
| Poli Iași             | 2004             | 9                 | Ionuț Popa (2004)        | Bogdan Onuț     | 23                |
| Argeș Pitești         | 1994             | 10                | Vasile Stan (2006)       | Alin Chița      | 41                |
| CFR Cluj              | 2004             | 11                | Dorinel Munteanu (2005)  | Vasile Jula     | 10                |
| FCM Bacău             | 1995             | 12                | Cristian Popovici (2004) | Daniel David    | 41                |
| Gloria Bistrița       | 1990             | 13                | Ioan Sabău (2005)        | Sandu Negrean   | 15                |
| Jiul Petroșani        | 2005             | 1S3 (Divizia B)   | Aurel Șunda (2006)       | Cornel Mihart   | 39                |
| Pandurii              | 2005             | 1S2 (Divizia B)   | Nicolae Ungureanu (2006) | Cătălin Trofin  | 0                 |
| FC Vaslui             | 2005             | 1S1 (Divizia B)   | Mircea Rednic (2005)     | Marius Croitoru | 0                 |

Legendă culori
     Rapid a participat în sferturile de finală ale Cupei UEFA 2005-2006, iar Steaua în semifinale, ea trecând și prin al treilea tur preliminar al Ligii Campionilor 2005-2006
     Dinamo a participat în faza grupelor Cupei UEFA 2005-2006
     Promovată din Divizia B 2004-2005

## Clasament
| Loc | Echipă                 | Pct. | MJ | V  | E  | Î  | GM | GP | DG  | Calificare sau retrogradare           |
| --- | ---------------------- | ---- | -- | -- | -- | -- | -- | -- | --- | ------------------------------------- |
| 1.  | Steaua București (C)   | 64   | 30 | 19 | 7  | 4  | 49 | 16 | +33 | Liga Campionilor 2006-07 Turul II     |
| 2.  | Rapid                  | 59   | 30 | 17 | 8  | 5  | 47 | 23 | +24 | Cupa UEFA 2006-07 Turul I             |
| 3.  | Dinamo                 | 56   | 30 | 17 | 5  | 8  | 56 | 32 | +24 | Cupa UEFA 2006-07 Turul I             |
| 4.  | Sportul Studențesc (X) | 56   | 30 | 17 | 5  | 8  | 54 | 35 | +19 | Exclusă                               |
| 5.  | CFR Cluj               | 50   | 30 | 14 | 8  | 8  | 36 | 27 | +9  |                                       |
| 6.  | FC Național            | 46   | 30 | 13 | 7  | 10 | 32 | 37 | −5  |                                       |
| 7.  | Farul                  | 45   | 30 | 14 | 3  | 13 | 39 | 38 | +1  | Cupa Intertoto 2006 Prima rundă       |
| 8.  | Politehnica Timișoara  | 40   | 30 | 10 | 10 | 10 | 34 | 31 | +3  |                                       |
| 9.  | Oțelul                 | 39   | 30 | 10 | 9  | 11 | 35 | 37 | −2  |                                       |
| 10. | Gloria Bistrița        | 39   | 30 | 11 | 6  | 13 | 27 | 34 | −7  |                                       |
| 11. | Poli Iași              | 39   | 30 | 11 | 6  | 13 | 28 | 31 | −3  |                                       |
| 12. | Argeș Pitești          | 32   | 30 | 8  | 8  | 14 | 27 | 37 | −10 |                                       |
| 13. | Jiul Petroșani         | 30   | 30 | 7  | 9  | 14 | 28 | 39 | −11 |                                       |
| 14. | FC Vaslui              | 29   | 30 | 6  | 11 | 13 | 23 | 37 | −14 |                                       |
| 15. | Pandurii               | 25   | 30 | 6  | 7  | 17 | 22 | 44 | −22 | Salvată de retrogradare               |
| 16. | FCM Bacău (R)          | 14   | 30 | 3  | 5  | 22 | 16 | 55 | −39 | Retrogradare în Liga a II-a 2006-2007 |

1. ↑  Rapid București s-a calificat în primul tur preliminar al Cupei UEFA 2006-2007 datorită câștigării Cupei României.
2. 1 2  DIN 4-5 SPO; SPO 0-2 DIN
3. 1 2  Sportului Studențesc i s-a refuzat dreptul de a participa pentru sezonul viitor al Ligii I deoarece nu a îndeplinit cerințele de licențiere și a fost retrogradată în Liga a II-a. Pandurii Târgu Jiu, echipa cea mai bine clasată pe locurile retrogradabile, a fost salvată de retrogradare.
4. 1 2 3  OȚE: 8 pct; GLO: 5 pct; POL: 2 pct

### Pozițiile pe etapă
| Etapă/ Echipă                | 1             | 2  | 3  | 4  | 5  | 6  | 7  | 8  | 9  | 10 | 11 | 12 | 13 | 14 | 15 | 16 | 17 | 18 | 19 | 20 | 21 | 22 | 23 | 24 | 25 | 26 | 27 | 28 | 29 | 30 |    |
| ---------------------------- | ------------- | -- | -- | -- | -- | -- | -- | -- | -- | -- | -- | -- | -- | -- | -- | -- | -- | -- | -- | -- | -- | -- | -- | -- | -- | -- | -- | -- | -- | -- | -- |
| Etapă/ Echipă                | Argeș Pitești | 11 | 12 | 8  | 9  | 9  | 8  | 6  | 8  | 7  | 8  | 5  | 8  | 6  | 4  | 6  | 7  | 6  | 8  | 8  | 9  | 9  | 9  | 9  | 9  | 10 | 11 | 12 | 12 | 12 | 12 |
| Bacău                        | 12            | 7  | 11 | 6  | 8  | 11 | 11 | 11 | 11 | 13 | 14 | 14 | 14 | 14 | 14 | 14 | 15 | 15 | 15 | 15 | 15 | 16 | 16 | 16 | 16 | 16 | 16 | 16 | 16 | 16 |    |
| CFR Cluj                     | 8             | 11 | 5  | 7  | 4  | 4  | 3  | 4  | 5  | 6  | 3  | 3  | 4  | 6  | 5  | 5  | 7  | 5  | 4  | 5  | 6  | 6  | 5  | 5  | 5  | 5  | 6  | 7  | 5  | 5  |    |
| Dinamo București             | 1             | 1  | 3  | 3  | 2  | 2  | 2  | 2  | 2  | 1  | 1  | 1  | 1  | 2  | 1  | 1  | 1  | 1  | 1  | 1  | 1  | 2  | 2  | 2  | 4  | 4  | 4  | 4  | 3  | 3  |    |
| Farul Constanța              | 4             | 4  | 2  | 2  | 3  | 3  | 4  | 3  | 3  | 3  | 7  | 10 | 8  | 7  | 8  | 8  | 9  | 9  | 9  | 8  | 8  | 7  | 6  | 8  | 6  | 6  | 5  | 5  | 6  | 7  |    |
| Gloria Bistrița              | 3             | 3  | 9  | 11 | 14 | 13 | 14 | 15 | 14 | 11 | 11 | 11 | 11 | 11 | 11 | 11 | 11 | 11 | 11 | 11 | 11 | 11 | 11 | 10 | 9  | 9  | 9  | 9  | 9  | 10 |    |
| Jiul Petroșani               | 14            | 14 | 14 | 14 | 13 | 14 | 13 | 12 | 12 | 12 | 12 | 13 | 12 | 12 | 13 | 13 | 12 | 13 | 12 | 12 | 12 | 12 | 12 | 13 | 13 | 13 | 14 | 13 | 14 | 13 |    |
| Oțelul Galați                | 15            | 8  | 12 | 12 | 12 | 12 | 12 | 14 | 13 | 14 | 15 | 15 | 15 | 15 | 15 | 15 | 14 | 12 | 13 | 14 | 13 | 13 | 13 | 12 | 12 | 12 | 11 | 10 | 10 | 9  |    |
| Pandurii Târgu Jiu           | 10            | 15 | 16 | 16 | 16 | 16 | 15 | 13 | 15 | 15 | 13 | 12 | 13 | 13 | 12 | 12 | 13 | 14 | 14 | 13 | 14 | 14 | 15 | 15 | 15 | 15 | 15 | 15 | 15 | 15 |    |
| Politehnica Iași             | 16            | 16 | 13 | 13 | 11 | 9  | 10 | 10 | 10 | 10 | 10 | 9  | 9  | 10 | 10 | 10 | 10 | 10 | 10 | 10 | 10 | 10 | 10 | 11 | 11 | 10 | 10 | 11 | 11 | 11 |    |
| Național București           | 5             | 9  | 4  | 4  | 6  | 5  | 5  | 5  | 8  | 4  | 8  | 5  | 7  | 5  | 3  | 4  | 4  | 7  | 7  | 7  | 4  | 5  | 8  | 6  | 8  | 7  | 7  | 6  | 7  | 6  |    |
| Rapid București              | 6             | 5  | 10 | 10 | 10 | 7  | 9  | 7  | 6  | 7  | 4  | 7  | 5  | 9  | 7  | 6  | 5  | 4  | 3  | 3  | 3  | 3  | 3  | 3  | 2  | 3  | 3  | 2  | 2  | 2  |    |
| Sportul Studențesc București | 9             | 10 | 6  | 5  | 5  | 6  | 7  | 6  | 4  | 5  | 9  | 6  | 10 | 8  | 9  | 9  | 8  | 6  | 5  | 4  | 5  | 4  | 4  | 4  | 3  | 2  | 2  | 3  | 4  | 4  |    |
| Steaua București             | 7             | 2  | 1  | 1  | 1  | 1  | 1  | 1  | 1  | 2  | 2  | 2  | 2  | 1  | 2  | 2  | 2  | 2  | 2  | 2  | 2  | 1  | 1  | 1  | 1  | 1  | 1  | 1  | 1  | 1  |    |
| Politehnica Timișoara        | 2             | 6  | 7  | 8  | 7  | 10 | 8  | 9  | 9  | 9  | 6  | 4  | 3  | 3  | 4  | 3  | 3  | 3  | 6  | 6  | 7  | 8  | 7  | 7  | 7  | 8  | 8  | 8  | 8  | 8  |    |
| Vaslui                       | 13            | 13 | 15 | 15 | 15 | 15 | 16 | 16 | 16 | 16 | 16 | 16 | 16 | 16 | 16 | 16 | 16 | 16 | 16 | 16 | 16 | 15 | 14 | 14 | 14 | 14 | 13 | 14 | 13 | 14 |    |

| Câștigătorii Diviziei A, ediția 2005/2006 |
| ----------------------------------------- |
| Steaua București Al 23-lea Titlu          |

## Rezultate
| Oaspeți ► Gazde ▼                          | ARG | BAC | CFR | DIN | FAR | GBI | JIU | OȚE | PAN | PIA | NAT | RAP | SPO | STE | TIM | VAS |
| ------------------------------------------ | --- | --- | --- | --- | --- | --- | --- | --- | --- | --- | --- | --- | --- | --- | --- | --- |
| Argeș Pitești                              | —   | 0–0 | 0–1 | 0–1 | 1–2 | 2–0 | 2–1 | 0–5 | 0–1 | 3–0 | 2–3 | 1–1 | 2–2 | 0–1 | 1–1 | 1–0 |
| Bacău                                      | 3–2 | —   | 0–2 | 0–1 | 1–1 | 1–2 | 1–2 | 0–4 | 1–0 | 0–1 | 2–2 | 0–1 | 1–2 | 0–2 | 1–0 | 0–2 |
| CFR Cluj                                   | 2–2 | 4–0 | —   | 1–0 | 3–0 | 0–0 | 0–0 | 0–1 | 1–2 | 0–0 | 0–0 | 1–3 | 0–0 | 1–0 | 2–0 | 1–0 |
| Dinamo București                           | 1–2 | 6–0 | 5–0 | —   | 0–1 | 3–1 | 1–1 | 0–3 | 3–0 | 1–1 | 2–1 | 5–2 | 4–5 | 1–1 | 1–0 | 1–2 |
| Farul Constanța                            | 2–0 | 2–0 | 1–2 | 0–1 | —   | 3–0 | 1–0 | 0–1 | 1–0 | 1–0 | 4–0 | 1–2 | 2–2 | 1–4 | 4–2 | 2–1 |
| Gloria Bistrița                            | 1–0 | 2–1 | 1–2 | 1–2 | 1–0 | —   | 0–0 | 0–0 | 4–0 | 1–0 | 0–2 | 2–1 | 2–0 | 1–0 | 1–1 | 1–1 |
| Jiul Petroșani                             | 0–1 | 2–0 | 5–1 | 1–3 | 3–1 | 0–2 | —   | 0–3 | 1–1 | 0–2 | 2–0 | 3–0 | 1–3 | 1–2 | 1–1 | 0–0 |
| Oțelul Galați                              | 0–1 | 0–0 | 0–1 | 1–4 | 0–1 | 1–0 | 0–0 | —   | 1–1 | 0–0 | 2–0 | 3–3 | 2–3 | 0–3 | 0–2 | 1–1 |
| Pandurii Târgu Jiu                         | 1–0 | 2–1 | 0–1 | 0–2 | 1–2 | 2–1 | 1–1 | 2–2 | —   | 0–1 | 1–1 | 0–0 | 0–1 | 1–2 | 3–2 | 0–0 |
| Politehnica Iași                           | 3–2 | 4–0 | 1–0 | 0–2 | 3–1 | 1–1 | 2–0 | 0–1 | 1–0 | —   | 2–3 | 1–4 | 1–0 | 0–1 | 0–1 | 1–0 |
| Național București                         | 0–1 | 1–0 | 0–4 | 2–0 | 1–0 | 2–0 | 1–1 | 3–2 | 3–2 | 1–1 | —   | 1–0 | 2–1 | 0–0 | 1–0 | 0–1 |
| Rapid București                            | 1–1 | 2–1 | 1–0 | 3–0 | 0–0 | 1–0 | 3–0 | 4–0 | 3–0 | 1–0 | 1–0 | —   | 3–0 | 0–0 | 0–0 | 1–1 |
| Sportul Studențesc București               | 1–0 | 2–1 | 1–1 | 0–2 | 3–1 | 2–1 | 4–0 | 4–0 | 4–0 | 2–1 | 0–1 | 1–0 | —   | 1–2 | 3–1 | 3–0 |
| Steaua București                           | 0–0 | 1–0 | 2–0 | 2–2 | 3–0 | 0–1 | 1–0 | 4–0 | 1–0 | 1–0 | 4–0 | 0–2 | 4–1 | —   | 2–1 | 2–2 |
| Politehnica Timișoara                      | 0–0 | 2–0 | 2–2 | 0–0 | 3–2 | 4–0 | 1–0 | 0–2 | 1–0 | 3–0 | 2–1 | 1–3 | 0–0 | 0–0 | —   | 2–0 |
| Vaslui                                     | 3–0 | 1–1 | 0–3 | 1–2 | 0–2 | 2–0 | 1–2 | 0–0 | 2–1 | 1–1 | 0–0 | 0–1 | 0–3 | 0–4 | 1–1 | —   |
| Câștigă gazdele; Remiză; Câștigă oaspeții. |     |     |     |     |     |     |     |     |     |     |     |     |     |     |     |     |

## Marcatori
| Golgheteri        | Goluri | Echipe                         |
| ----------------- | ------ | ------------------------------ |
| Ionuț Mazilu      | 22     | Sportul Studențesc             |
| Nicolae Dică      | 15     | Steaua București               |
| Viorel Moldovan   | 14     | Rapid București                |
| Tiberiu Bălan     | 12     | Sportul Studențesc             |
| Claudiu Niculescu | 12     | Dinamo București               |
| Ciprian Tănasă    | 11     | FC Argeș                       |
| Alexandru Bălțoi  | 10     | Dinamo București/Oțelul Galați |
| Ianis Zicu        | 9      | Dinamo București               |
| Daniel Niculae    | 8      | Rapid București                |
| Bănel Nicoliță    | 7      | Steaua București               |
| Florin Bratu      | 6      | Dinamo București               |
| Sandu Negrean     | 6      | Gloria Bistrița                |
| Romeo Surdu       | 6      | CFR Cluj                       |
| Mihai Guriță      | 6      | Farul Constanța                |
| Cristian Coroian  | 6      | CFR Cluj                       |
| Victoraș Iacob    | 5      | Steaua București               |
| Dinu Todoran      | 5      | Farul Constanța                |
| Silviu Bălace     | 5      | Poli Timișoara                 |
| Viorel Tănase     | 5      | Oțelul Galați                  |